# Ohara (Fernsehserie)
Ohara ist eine US-amerikanische Fernsehserie mit Pat Morita in der Hauptrolle. Sie wurde zwischen 1987 und  1988 von Imagine Television und M'ass Production für ABC produziert und durch Warner Bros. Television vertrieben.

## Handlung
Im Mittelpunkt der Serie steht der unkonventionelle, japanisch-amerikanische Polizeileutnant Ohara des Los Angeles Police Department, der sich spiritueller Methoden wie der Meditation in seinem Hausschrein bedient, um Verbrechen mit asiatischer Weisheit aufzuklären und sich oft in Form von Epigrammen ausdrückt.
Ohara verzichtet auch auf eine Waffe und wendet zur Verteidigung lediglich Kampfsport an. Im Verlauf der Serie wird Lt. George Shaver sein Partner, der als Polizist eher konventioneller Ermittlungsarbeit folgt.

## Hintergrund
Ohara war eine der ersten Fernsehserien in den Vereinigten Staaten, in der ein japanisch-amerikanischer Schauspieler die Hauptrolle spielte. Morita, der mit den Karate Kid-Filmen berühmt wurde, entwickelte die Idee zur Serie zusammen mit Michael Braveman und John A. Kuri. Die Musik stammt von dem US-amerikanischen Filmkomponisten und Oscarpreisträger Bill Conti.
Nach der Premiere erreichte die Serie nicht die von ABC erhoffte Einschaltquote.
Um die Einschaltquoten zu erhöhen, wurden über die Zeit mehrere Formatänderungen vorgenommen. Die erste große Änderung bestand darin, dass die Titelfigur Ohara von einem Polizeileutnant zu einem Bundespolizisten der Federal Crime Task Force befördert wurde, deren Chefin die Staatsanwältin Teresa Storm ist; außerdem wurde ihm ein Partner zur Seite gestellt: Lieutenant George Shaver. Im weiteren Verlauf der ersten Staffel setzte Ohara zunehmend konventionelle Polizeitechniken ein und griff bei der Ermittlungsarbeit auch zur Waffe.
In der zweiten Staffel quittierten Ohara und sein Partner den Dienst und ermittelten fortan als Privatdetektive. Einen positiven Einfluss auf die Einschaltquote hatten diese Änderungen nicht und die Serie wurde nach der zweiten Staffel abgesetzt.

## Besetzung und Synchronisation
Die Synchronisation wurde von der Arena Synchron in Berlin erstellt, nach Dialogbüchern und unter der Dialogregie von Jürgen Neu.
| Rollenname                             | Schauspieler     | Synchronsprecher                           |
| -------------------------------------- | ---------------- | ------------------------------------------ |
| Lieutenant Ohara                       | Pat Morita       | Joachim Nottke                             |
| Captain Lloyd Hamilton                 | Kevin Conroy     | Hubertus Bengsch, Engelbert von Nordhausen |
| Captain Ross                           | Jon Polito       |                                            |
| Gussie Lemmons                         | Madge Sinclair   | Regina Lemnitz                             |
| Lieutenant Christine „Cricket“ Sideris | Catherine Keener | Marianne Groß                              |
| Detective Jessie Guerrara              | Richard Yniguez  | Detlef Bierstedt                           |
| Lieutenant George Shaver               | Robert Clohessy  | Mathias Einert                             |
| Staatsanwältin Teresa Storm            | Rachel Ticotin   | Cornelia Meinhardt                         |
| Roxy                                   | Meagen Fay       | Katharina Gräfe                            |

### Gastauftritte
Brandon Lee trat in der zweiten Staffel in der Folge Keine feine Gesellschaft als Kenji auf, Sohn eines Yakuza-Paten. Dies war Lees erster und einziger Auftritt in einer Fernsehserie und seine einzige Schauspielrolle, in der er einen negativen Charakter verkörperte.
Weiteren nennenswerte Gastrollen hatten Michael Des Barres, Nana Visitor, Mitch Pileggi, Benicio del Toro, Denise Crosby, Roxann Dawson, Michael Cavanaugh und Shannon Tweed.

## Ausstrahlung und Episoden
Die Serie feierte am 17. Januar 1987 auf ABC Premiere. Insgesamt wurden 29 Folgen mit einer Nettolänge von jeweils 45 Minuten in zwei Staffeln produziert, die bis zum 7. Mai 1988 ausgestrahlt wurden.
| Folge | Erstausstrahlung  | Erstausstrahlung (DE) | Titel (DE)                    | Originaltitel                     |
| ----- | ----------------- | --------------------- | ----------------------------- | --------------------------------- |
| 1     | 17. Januar 1987   | 4. Mai 1990           | Der Doppelgänger              | Eddie                             |
| 2     | 24. Januar 1987   | 11. Mai 1990          | Der stumme Zeuge              | Louie                             |
| 3     | 31. Januar 1987   | 18. Mai 1990          | Mord in den Bergen            | Darryl                            |
| 4     | 7. Februar 1987   | 25. Mai 1990          | Die Weisheit und die Macht    | Will                              |
| 5     | 14. Februar 1987  | 1. Juni 1990          | Der Mann aus Tokio            | Toshi                             |
| 6     | 21. Februar 1987  | 6. Juli 1990          | Der Samuraibogen              | Terry                             |
| 7     | 7. März 1987      | 15. Juni 1991         | Laura                         | Laura                             |
| 8     | 14. März 1987     | 13. Juli 1990         | Die Feuerprobe                | Jesse                             |
| 9     | 28. März 1987     | 20. Juli 1990         | Die unsichtbaren Diamanten    | Frannie                           |
| 10    | 4. April 1987     | 27. Juli 1990         | Shindai heißt Vertrauen       | Brian                             |
| 11    | 3. Oktober 1987   | 3. August 1990        | Der Partner                   | Y' Wanna Live Forever?            |
| 12    | 10. Oktober 1987  | 10. August 1990       | Gefährliche Liebe             | Artful Dodgers                    |
| 13    | 24. Oktober 1987  | 22. Juni 1991         | Einmal schnappt die Falle zu  | The Sparrow                       |
| 14    | 7. November 1987  | 17. August 1990       | Der gute Onkel Bob            | Fagin All Over Again              |
| 15    | 14. November 1987 | 24. August 1990       | Die Frau mit der Schlange     | Take the Money and Run            |
| 16    | 21. November 1987 |                       |                               | The Intruders                     |
| 17    | 5. Dezember 1987  | 13. Juli 1991         | Heiße Steine                  | Hot Rocks                         |
| 18    | 12. Dezember 1987 | 20. Juli 1991         | Als wäre es mein eigenes Kind | And a Child Shall Lead Them       |
| 19    | 19. Dezember 1987 | 27. Juli 1991         | Auf der Flucht                | Silver in the Hills               |
| 20    | 2. Januar 1988    | 6. Juli 1991          | Jagd auf den Zeugen           | They Shoot Witnesses, Don't They? |
| 21    | 16. Januar 1988   | 3. August 1991        | Das Leben verspielt           | You Bet Your Life                 |
| 22    | 23. Januar 1988   | 10. August 1991       | Keine feine Gesellschaft      | What's in a Name?                 |
| 23    | 30. Januar 1988   | 29. Juni 1991         | Einem Mörder auf der Spur     | Sign of the Times                 |
| 24    | 6. Februar 1988   | 17. August 1991       | Auf eigene Faust              | The Light around the Body         |
| 25    | 5. März 1988      | 24. August 1991       | Die unbekannte Schöne         | X                                 |
| 26    | 12. März 1988     | 7. September 1991     | Mit tödlicher Eleganz         | Last Year's Model                 |
| 27    | 26. März 1988     | 14. September 1991    | In letzter Sekunde            | Open Season                       |
| 28    | 30. April 1988    | 21. September 1991    | Die unsichtbare Botschaft     | Seeing Something That Isn't There |
| 29    | 7. Mai 1988       |                       |                               | Hot Spell                         |

In Deutschland wurde die erste Staffel der Fernsehserie erstmals ab dem 4. Mai 1990 freitags im Vorabendprogramm des ZDF ausgestrahlt. Die zweite Staffel folgte ab dem 15. Juni 1991 am Samstagabend; vier Teile der zweiten Staffel wurden jedoch bereits im August 1990 gezeigt. Das ZDF folgte bei Ohara nicht der Sendereihenfolge der US-Ausstrahlung und zwei Folgen der zweiten Staffel fehlten: The Intruders und Hot Spell.
Wiederholungen wurden ab April 1994 auf „Der Kabelkanal“ gesendet; 1995 und von 1997 bis 1998 lief die Serie erneut auf dessen Nachfolgesender kabel eins. Zwischen 1999 und 2001 lief Ohara zudem auf den Regionalsendern TV Berlin sowie TV München.
Die letzte Ausstrahlung erfolgte im Winter 1999 auf dem Bezahlfernsehsender Premiere Serie sowie im Frühjahr 2003 auf dem Spartensender sky krimi von Sky Deutschland.

## Nominierungen
Primetime Emmy Awards
- 1988: Nominierung in der Kategorie „Outstanding Cinematography for a Series“ für Richard M. Rawlings jr. (Folge: Die unsichtbare Botschaft)[1]